# Gosprzydowa
Gosprzydowa ist eine Ortschaft mit einem Schulzenamt der Gemeinde Gnojnik im Powiat Brzeski der Woiwodschaft Kleinpolen in Polen.

## Geographie
Der Ort liegt etwa 15 südlich von Brzesko am Fluss Uszwica. Die Nachbarorte sind Tymowa im Südosten, Lipnica Dolna im Südwesten, Borówna im Nordwesten, Gnojnik im Nordosten, sowie Lewniowa im Osten.

## Geschichte
Im Liber beneficiorum dioecesis Cracoviensis aus dem Jahr 1440 erwähnt Jan Długosz die drei Dörfer Gnojnik, Gothprzidowa und Tymowa, die angeblich bereits im Jahr 1215 von Wincenty Kadłubek zur Bezahlung des Zehnts verpflichtet wurden. Die erste sichere Erwähnung als Item Stephanus, plebanus ecclesie de Libertate Gotfridi stammt aus dem Peterspfennigregister des Bistums Krakau im Jahr 1325/1326. Später wurde es als Libertasgotfridi (1328), Gotfridi villa (1336), Villa Gotfridi (1345) erwähnt. Der besitzanzeigende Name ist vom deutschen Personennamen Gotfryd abgeleitet, und zwar nach einigen Historikern es zum gewissen Gotfryd de Volya gehörte. Der polnische Name tauchte im Jahr 1349 in der patronymischen Form (der Suffix -(ow)ice) als Gotprzidouicz auf und 1399 als Gothprzidowa. Die Adaptation des deutschen Namens führte durch einige Umformungen und eine Ellipse zur heutigen Form Gosprzydowa. Die Ergänzung Wola (lateinisch libertas) deutete auf eine steuerfreie Neugründung und wurde oft in Ortsnamen nach dem Ablauf der Steuerbefreiung nicht weiter verwendet, aber Długosz benutzte sie noch in der Beschreibung des Bistums Krakau aus den Jahren 1470 bis 1480: Gotprzydowa (…) in Gotprzidowa (…) Wolya Gotfridi (…) ecclesiae in Gothprzydowa (…) plebano in Wolya Gothfridi.
In der Zeit der Reformation wurde die örtliche Pfarrkirche zum Sitz einer protestantischen Gemeinde.
Bei der Ersten Teilung Polens kam Gosprzydowa 1772 zum neuen Königreich Galizien und Lodomerien des habsburgischen Kaiserreichs (ab 1804). Nach der Aufhebung der Patrimonialherrschaften bildete es eine Gemeinde im Bezirk Brzesko.
1918, nach dem Ende des Ersten Weltkriegs und dem Zusammenbruch der k.u.k. Monarchie, kam Gosprzydowa zu Polen. Unterbrochen wurde dies nur durch die Besetzung Polens durch die Wehrmacht im Zweiten Weltkrieg.
Von 1975 bis 1998 gehörte Gosprzydowa zur Woiwodschaft Tarnów.

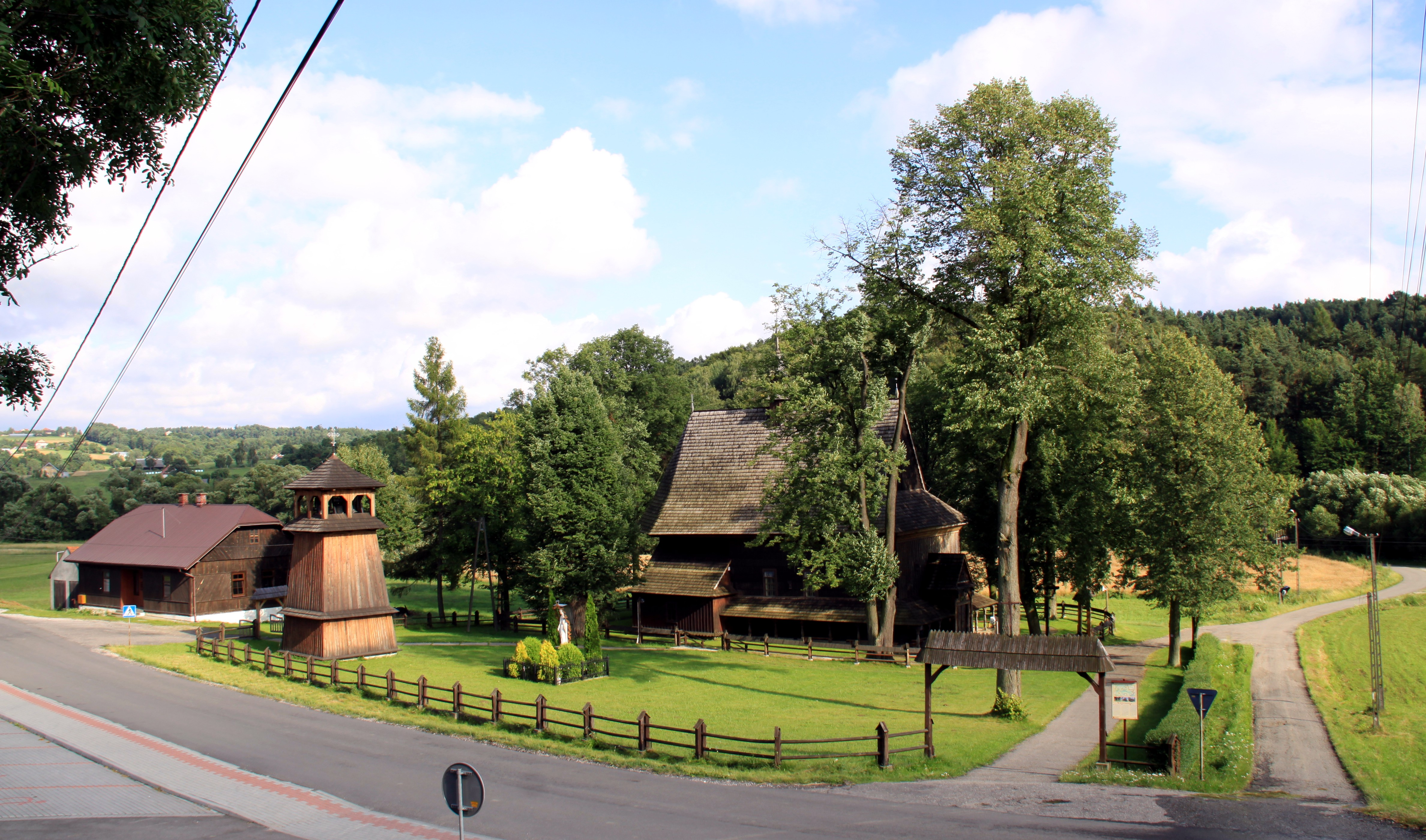
Holzkirche

## Sehenswürdigkeiten
- Holzkirche, gebaut 1697